# Cengiz Arslan
Cengiz Arslan (ur. 1 czerwca 1996) – turecki zapaśnik walczący w stylu klasycznym. Zajął piąte miejsce na mistrzostwach świata w 2021. Wicemistrz Europy w 2019. Trzeci w indywidualnym Pucharze Świata w 2020. Brązowy medalista akademickich MŚ w 2016. 
Mistrz świata U-23 w 2018. Drugi na ME U-23 w 2018; trzeci w 2019. Mistrz Europy juniorów w 2015 roku.